# Tybee Island
Tybee Island é uma cidade localizada no estado americano de Geórgia, no Condado de Chatham.

## Demografia
Segundo o censo americano de 2000, a sua população era de 3392 habitantes.
Em 2006, foi estimada uma população de 3726, um aumento de 334 (9.8%).

## Geografia
De acordo com o United States Census Bureau tem uma área de
6,9 km², dos quais 6,6 km² cobertos por terra e 0,3 km² cobertos por água.

## Localidades na vizinhança
O diagrama seguinte representa as localidades num raio de 24 km ao redor de Tybee Island.